# (308306) Dainere
(308306) Dainere est un astéroïde de la ceinture principale aréocroiseur.

## Description
(308306) Dainere est un astéroïde aréocroiseur. Il présente une orbite caractérisée par un demi-grand axe de 3,14 UA, une excentricité de 0,55 et une inclinaison de 23,1° par rapport à l'écliptique.

## Compléments